# 中川皓三郎
中川 皓三郎（なかがわ こうざぶろう、1943年 - 2020年10月20日）は、日本の仏教学者。第3代帯広大谷短期大学学長。文学修士。専門は真宗学。

## 略歴
- 1943年 - 大阪府生まれ
- 1965年 - 金沢大学工学部卒業
- 1968年 - 大谷専修学院卒業
- 1975年 - 大谷大学大学院文学研究科博士課程仏教学専攻満期退学。
- 2004年 - 大谷大学短期大学部教授
- 2008年 - 第3代帯広大谷短期大学学長

※経歴に関する参照

## 著書
- 『生きるとは (東本願寺伝道ブックス)』（真宗大谷派（東本願寺出版部）、2003年）
- 『ブッダと親鸞-教えに生きる（共著）』（真宗大谷派（東本願寺出版部）、2004年）
- 『いのちみな生きらるべし (東本願寺伝道ブックス)』（真宗大谷派（東本願寺出版部）、2005年）
- 『親鸞 生涯と教え』（真宗大谷派（東本願寺出版部）、2010年）
- 『ほんとうに生きるということ (真宗教育シリーズ)』（真宗大谷派（東本願寺出版部）、2012年）

### 論文
- CiNii>中川皓三郎
- INBUDS>中川皓三郎